# Chelonus phalloniae
Chelonus phalloniae är en stekelart som först beskrevs av Telenga 1941.  Chelonus phalloniae ingår i släktet Chelonus och familjen bracksteklar. Inga underarter finns listade i Catalogue of Life.